# Kazanskoje (przystanek kolejowy)
Kazanskoje (ros. Казанское) – przystanek kolejowy w pobliżu miejscowości Sonino, w rejonie pawłowskoposadzkim, w obwodzie moskiewskim, w Rosji. Położony jest na nowym szlaku Kolei Transsyberyjskiej. Nazwa pochodzi od pobliskiej wsi Kazanskoje.